# بين ماي (لاعب اتحاد الرغبي)
بين ماي (بالإنجليزية: Ben May)‏ هو لاعب اتحاد الرغبي نيوزيلندي، ولد في 13 أكتوبر 1982 في بلنهيم في نيوزيلندا.

## وصلات خارجية
- بين ماي على موقع ItsRugby.co.uk (الإنجليزية)